# هرپت
هرپت (به هلندی: Herpt) یک منطقهٔ مسکونی در هلند است که در هئوسدن واقع شده‌است.